# Nanlingzhuang
Nanlingzhuang (kinesiska: 南岭庄, 南岭庄乡) är en socken i Kina. Den ligger i provinsen Hebei, i den norra delen av landet, omkring 150 kilometer väster om huvudstaden Peking. Antalet invånare är 9 281. Befolkningen består av 4 571 kvinnor och 4 710 män. Barn under 15 år utgör 19,0 %, vuxna 15-64 år 65 %, och äldre över 65 år 15,0 %.
Genomsnittlig årsnederbörd är 643 millimeter. Den regnigaste månaden är juli, med i genomsnitt 155 mm nederbörd, och den torraste är januari, med 2 mm nederbörd.